# Guvernementet Suvalki
Guvernementet Suvalki var ett ryskt guvernement i Polen, 1867-1915.
Det var beläget mellan Ostpreussen samt guvernementen Kovno, Vilna och 
Grodno. Det hade en yta på 12 551 km² och 718 000 invånare (1915), över hälften litauer (mest i norr), omkring 17 procent polacker 
(mest i städerna) samt judar och ryssar.
Guvernementet var beläget på den baltiska landåsen och sluttade i norr till Njemen, 
som bildade östra och norra gränsen, och i söder till 
Bebrz’ träsktrakt. Augustowokanalen förenade Hańcza, en biflod till Njemen, med ett tillflöde till Bebrz, som tillhörde Weichsels flodområde. Omkring nittio procent av arealen var odlingsbar, och huvudnäring var jordbruk jämte boskapsskötsel. Även skogsavverkningen var av betydelse.
Guvernementet var Litauens förnämsta område. Där stod skolväsendet och jordbruket högst, 
och det spelade en betydande roll i den litauiska rörelsens historia. Flera läroanstalter (gymnasier, 
seminarier) hade litauiska som undervisningsspråk. På litauiska nationalkongressen i Vilna 4-5 dec. 1905 
yrkades att Suvalki skulle skiljas från 
generalguvernementet Warschawa och sammanslås med det övriga 
Litauen. 1915 skilde tyskarna Suvalki från Warschawa och lade det under guvernementet Vilnas förvaltning, på vilket såväl polska som litauiska nationalister gjorde anspråk. De senare hävdade, att det var helt och hållet litauiskt med undantag av ett par kretsar (enligt den officiella ryska statistiken 1897 var endast 8,17 procent polacker). 

## Källa
Den här artikeln är helt eller delvis baserad på material från Nordisk familjebok, Suvalki, 1904–1926.